# The X Factor (Stati Uniti d'America) (seconda edizione)
La seconda edizione di The X Factor è una trasmissione televisiva andata in onda dal 12 settembre al 20 dicembre 2012 su Fox.
A vincere l'edizione è stato Tate Stevens, cantante della categoria Over 25 di L.A. Reid.
Si tratta della seconda edizione ad essere prodotta e trasmessa da Fox. A condurre questa edizione sono stati Mario López e  Khloé Kardashian Odom (che hanno sostituito Steve Jones) e alla giuria hanno nuovamente preso parte Simon Cowell e L.A. Reid assieme alle nuove entrate Demi Lovato e Britney Spears (che hanno sostituito Paula Abdul e Nicole Scherzinger). Il vincitore ha diritto ad un contratto discografico del valore complessivo di 5 000 000 di dollari.

## I giudici e i conduttori
Il 9 gennaio 2012 la Fox ha annunciato che The X-Factor avrebbe avuto alcune modifiche per la seconda stagione. Il 30 gennaio, è stato confermato che il conduttore Steve Jones e i giudici Nicole Scherzinger e Paula Abdul non sarebbero tornati per la seconda stagione. Dopo la sua esclusione, Scherzinger ha preso parte a The X Factor U.K. dopo che Kelly Rowland decise di non prenderne più parte. Il 6 febbraio, Simon Cowell e L.A. Reid sono stati confermati come giudici per la seconda edizione dello show. Poco dopo, è stato riferito che Cowell era in trattative con Britney Spears per farla diventare giudice dello show, offrendole $ 15 milioni. Il 9 maggio, è stato ufficialmente reso noto che Britney Spears ha firmato, diventando il terzo giudice dell'edizione. Il 13 maggio, è stato rivelato il nome del quarto e ultimo giudice, Demi Lovato. Alla domanda riguardo ai nuovi giudici, Cowell ha detto:
Il conduttore della precedente edizione Steve Jones non è stato confermato così Cowell ha iniziato a cercare un sostituto e, il 26 giugno 2012, ha rivelato di avere ristretto le possibilità a cinque candidati. Il 29 giugno, Cowell ha rivelato che a condurre il programma sarà una coppia (composta da un uomo e una donna). Secondo i media, i nomi più papabili per la conduzione dello show sono stati Stacy Keibler, Mario López, Khloé Kardashian, Kelly Osbourne, Terrence J, Erin Andrews, Mike Catherwood e Kevin McHale. Il 15 ottobre, è stato ufficialmente reso noto che Khloé Kardashian ha firmato come co-conduttrice e lo stesso ha fatto Mario López il giorno seguente.

## Categorie

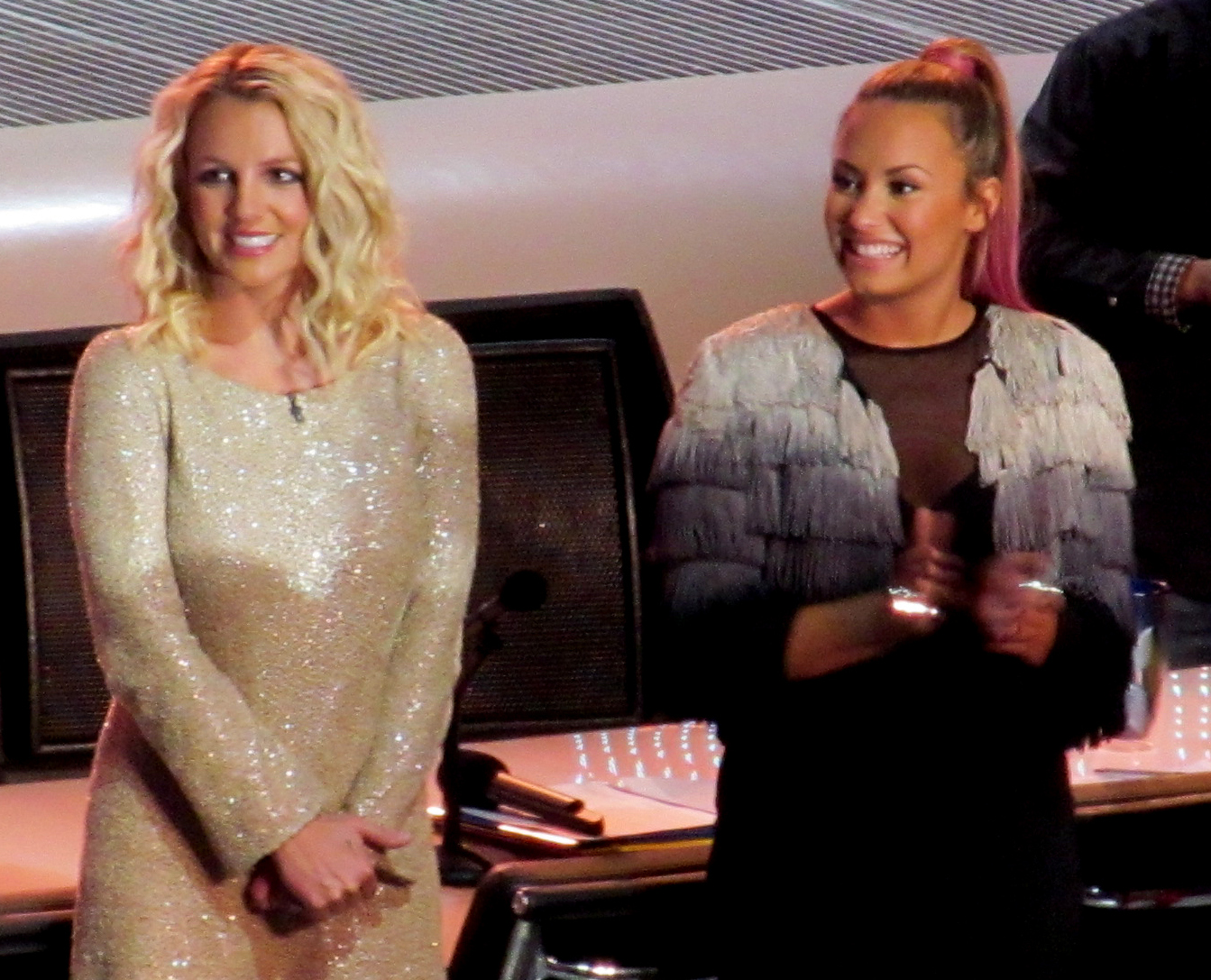
Britney Spears e Demi Lovato insieme a X Factor.

Le categorie di The X Factor 2 rimangono suddivise in 4 (come nella precedente edizione), ognuna affidata ad un giudice:
- Teenagers (Britney Spears)
- Under 25 (Demi Lovato)
- Over 25 (L.A. Reid)
- Gruppi vocali (Simon Cowell)

## Selezioni

### I provini

#### Audizioni
Le audizioni dei produttori sono iniziate il 14 marzo 2012 presso il Sprint Center a Kansas City. Altre audizioni dei produttori si sono tenute il 22 marzo presso il Frank Erwin Center di Austin (Texas), il 20 aprile presso il Cow Palace di San Francisco, California, il 1º  maggio al Greensboro Coliseum di Greensboro (Carolina del Nord) e si sono concluse il 10 maggio al Dunkin' Donuts center di Providence (Rhode Island).
Le audizioni dei giudici hanno avuto luogo tra maggio e luglio. Nel corso delle audizioni non erano presenti i conduttori, in quanto non era ancora stato assunto nessuno per questo ruolo.

### Bootcamp
Questa fase prevede l'esibizione dei cantanti selezionati precedentemente nella seconda fase davanti ai quattro giudici, questa volta in assenza di pubblico. Questa fase è chiamata Bootcamp, ossia campo reclute, nella quale si selezionano le reclute che potranno accedere alla successiva fase, quella degli Home visit, ultima fase prima del programma vero e proprio. Su Fox sono andati in onda il 3, 4 e 10 ottobre 2012.

### Homevisit
L'ultima fase dei provini è chiamata Home visit. In questa fase i talenti che sono riusciti a convincere i giudici, e quindi a passare alla fase successiva, saranno assegnati alle rispettive categorie e dovranno tenere un'ultima audizione in quattro diverse location, una per giudice. Al termine di questa prova verranno svelati i nomi dei sedici talenti che andranno a comporre le squadre capitanate dai quattro giudici. Su Fox è andato in onda in tre differenti parti (il 10, 11, 17 e 23 ottobre 2012).
| Teenagers     | Spears | Will.i.am     | James Tanner    | Reed Deming    |
| Under 25      | Lovato | Nick Jonas    | Nick Youngerman | Jillian Jensen |
| Over 25       | Reid   | Justin Bieber | Daryl Black     | Tara Simon     |
| Gruppi vocali | Cowell | Marc Anthony  | Dope Crisis     | Playback       |

## Finalisti
In questo spazio sono elencati i cantanti approdati alla prima puntata del programma. In rosa sono indicati gli eliminati. In verde è indicato il vincitore.
| Categoria (giudice)    | Cantanti        | Cantanti      | Cantanti             | Cantanti      |
| ---------------------- | --------------- | ------------- | -------------------- | ------------- |
| Teenagers (Spears)     | Beatrice Miller | Arin Ray      | Carly Rose Sonenclar | Diamond White |
| Under 25 (Lovato)      | CeCe Frey       | Jennel Garcia | Willie Jones         | Paige Thomas  |
| Over 25 (Reid)         | Vino Alan       | Jason Brock   | David Correy         | Tate Stevens  |
| Gruppi Vocali (Cowell) | Emblem3         | Fifth Harmony | LYRIC 145            | Sister C      |

### Tabella delle eliminazioni
| Tate Stevens                  | Salvato                   | 1ª                       | 1ª                          | 2ª                          | 2ª                             | 1ª                          | Salvo                     | 1ª                          | Vincitore                              |                          |                          |                          |                          |                          |                          |                          |
| Carly Rose Sonenclar          | Salvata                   | 2ª                       | 2ª                          | 1ª                          | 1ª                             | 2ª                          | Salva                     | 2ª                          | Seconda                                |                          |                          |                          |                          |                          |                          |                          |
| Fifth Harmony                 | Salvate                   | 5ª                       | 6ª                          | 7ª                          | 4ª                             | Ultimi tre                  | Salve                     | 3ª                          | Eliminate (8ª settimana)               | Eliminate (8ª settimana) | Eliminate (8ª settimana) | Eliminate (8ª settimana) | Eliminate (8ª settimana) | Eliminate (8ª settimana) | Eliminate (8ª settimana) | Eliminate (8ª settimana) |
| Emblem3                       | Salvati                   | 6ª                       | 4ª                          | 4ª                          | 3ª                             | 3ª                          | 4ª                        | Eliminati (7ª settimana)    | Eliminati (7ª settimana)               | Eliminati (7ª settimana) | Eliminati (7ª settimana) | Eliminati (7ª settimana) | Eliminati (7ª settimana) | Eliminati (7ª settimana) | Eliminati (7ª settimana) |                          |
| Diamond White                 | Eliminata                 | 4ª                       | 7ª                          | 5ª                          | Ultimi tre                     | Ultimi tre                  | Eliminata (6ª settimana)  | Eliminata (6ª settimana)    | Eliminata (6ª settimana)               | Eliminata (6ª settimana) | Eliminata (6ª settimana) | Eliminata (6ª settimana) | Eliminata (6ª settimana) | Eliminata (6ª settimana) |                          |                          |
| CeCe Frey                     | Salvata                   | 12ª                      | 5ª                          | Ultimi tre                  | 5ª                             | 6ª                          | Eliminata (6ª settimana)  | Eliminata (6ª settimana)    | Eliminata (6ª settimana)               | Eliminata (6ª settimana) | Eliminata (6ª settimana) | Eliminata (6ª settimana) | Eliminata (6ª settimana) | Eliminata (6ª settimana) |                          |                          |
| Vino Alan                     | Salvato                   | 3ª                       | 3ª                          | 3ª                          | Ultimi tre                     | Eliminato (5ª settimana)    | Eliminato (5ª settimana)  | Eliminato (5ª settimana)    | Eliminato (5ª settimana)               | Eliminato (5ª settimana) | Eliminato (5ª settimana) | Eliminato (5ª settimana) | Eliminato (5ª settimana) |                          |                          |                          |
| Paige Thomas                  | Salvata                   | 8ª                       | Ultimi tre                  | 6ª                          | 8ª                             | Eliminata (5ª settimana)    | Eliminata (5ª settimana)  | Eliminata (5ª settimana)    | Eliminata (5ª settimana)               | Eliminata (5ª settimana) | Eliminata (5ª settimana) | Eliminata (5ª settimana) | Eliminata (5ª settimana) |                          |                          |                          |
| Beatrice Miller               | Salvata                   | 10ª                      | 8ª                          | Ultimi tre                  | Eliminata (4ª settimana)       | Eliminata (4ª settimana)    | Eliminata (4ª settimana)  | Eliminata (4ª settimana)    | Eliminata (4ª settimana)               | Eliminata (4ª settimana) | Eliminata (4ª settimana) | Eliminata (4ª settimana) |                          |                          |                          |                          |
| Arin Ray                      | Salvato                   | 11ª                      | 9ª                          | 10ª                         | Eliminato (4ª settimana)       | Eliminato (4ª settimana)    | Eliminato (4ª settimana)  | Eliminato (4ª settimana)    | Eliminato (4ª settimana)               | Eliminato (4ª settimana) | Eliminato (4ª settimana) | Eliminato (4ª settimana) |                          |                          |                          |                          |
| Jennel García                 | Salvata                   | 7ª                       | Ultimi tre                  | Eliminata (3ª settimana)    | Eliminata (3ª settimana)       | Eliminata (3ª settimana)    | Eliminata (3ª settimana)  | Eliminata (3ª settimana)    | Eliminata (3ª settimana)               | Eliminata (3ª settimana) | Eliminata (3ª settimana) |                          |                          |                          |                          |                          |
| LYRIC 145                     | Salvati                   | 9ª                       | 12ª                         | Eliminati (3ª settimana)    | Eliminati (3ª settimana)       | Eliminati (3ª settimana)    | Eliminati (3ª settimana)  | Eliminati (3ª settimana)    | Eliminati (3ª settimana)               | Eliminati (3ª settimana) | Eliminati (3ª settimana) |                          |                          |                          |                          |                          |
| Jason Brock                   | Salvato                   | 13ª                      | Eliminato (2ª settimana)    | Eliminato (2ª settimana)    | Eliminato (2ª settimana)       | Eliminato (2ª settimana)    | Eliminato (2ª settimana)  | Eliminato (2ª settimana)    | Eliminato (2ª settimana)               | Eliminato (2ª settimana) |                          |                          |                          |                          |                          |                          |
| David Correy                  | Eliminato                 | Eliminato (1ª settimana) | Eliminato (1ª settimana)    | Eliminato (1ª settimana)    | Eliminato (1ª settimana)       | Eliminato (1ª settimana)    | Eliminato (1ª settimana)  | Eliminato (1ª settimana)    | Eliminato (1ª settimana)               |                          |                          |                          |                          |                          |                          |                          |
| Willie Jones                  | Eliminato                 | Eliminato (1ª settimana) | Eliminato (1ª settimana)    | Eliminato (1ª settimana)    | Eliminato (1ª settimana)       | Eliminato (1ª settimana)    | Eliminato (1ª settimana)  | Eliminato (1ª settimana)    | Eliminato (1ª settimana)               |                          |                          |                          |                          |                          |                          |                          |
| Sister C                      | Eliminate                 | Eliminate (1ª settimana) | Eliminate (1ª settimana)    | Eliminate (1ª settimana)    | Eliminate (1ª settimana)       | Eliminate (1ª settimana)    | Eliminate (1ª settimana)  | Eliminate (1ª settimana)    | Eliminate (1ª settimana)               |                          |                          |                          |                          |                          |                          |                          |
|                               |                           |                          |                             |                             |                                |                             |                           |                             |                                        |                          |                          |                          |                          |                          |                          |                          |
| Ultimo scontro                | —                         | CeCe, Jason              | Jennel, Paige               | CeCe, Beatrice              | Diamond, Vino                  | Diamond, Fifth Harmony      |                           |                             |                                        |                          |                          |                          |                          |                          |                          |                          |
| Voto di L.A. per eliminare    | Correy                    | CeCe                     | Jennel                      | Beatrice                    | Diamond                        | Diamond                     |                           |                             |                                        |                          |                          |                          |                          |                          |                          |                          |
| Voto di Britney per eliminare | White                     | CeCe                     | Jennel                      | CeCe                        | Vino                           | Fifth Harmony               |                           |                             |                                        |                          |                          |                          |                          |                          |                          |                          |
| Voto di Demi per eliminare    | Jones                     | Jason                    | Paige                       | Beatrice                    | Vino                           | Diamond                     |                           |                             |                                        |                          |                          |                          |                          |                          |                          |                          |
| Voto di Simon per eliminare   | Sister C                  | Jason                    | Jennel                      | Beatrice                    | Vino                           | Diamond                     |                           |                             |                                        |                          |                          |                          |                          |                          |                          |                          |
| Eliminati                     | Willie Jones per Demi     | Jason Brock 2 voti su 4  | LYRIC 145 Voto del pubblico | Arin Ray Voto del pubblico  | Paige Thomas Voto del pubblico | CeCe Frey Voto del pubblico | Emblem3 Voto del pubblico | Fifth Harmony Voto pubblico | Carly Rose Sonenclar Voto del pubblico |                          |                          |                          |                          |                          |                          |                          |
| Eliminati                     | David Correy per L.A.     | Jason Brock 2 voti su 4  | LYRIC 145 Voto del pubblico | Arin Ray Voto del pubblico  | Paige Thomas Voto del pubblico | CeCe Frey Voto del pubblico | Emblem3 Voto del pubblico | Fifth Harmony Voto pubblico | Carly Rose Sonenclar Voto del pubblico |                          |                          |                          |                          |                          |                          |                          |
| Eliminati                     | Diamond White per Britney | Jason Brock 2 voti su 4  | Jennel García 3 voti su 4   | Beatrice Miller 3 voti su 4 | Vino Alan 3 voti su 4          | Diamond White 3 voti su 4   | Emblem3 Voto del pubblico | Fifth Harmony Voto pubblico | Carly Rose Sonenclar Voto del pubblico |                          |                          |                          |                          |                          |                          |                          |
| Eliminati                     | Sister C per Simon        | Jason Brock 2 voti su 4  | Jennel García 3 voti su 4   | Beatrice Miller 3 voti su 4 | Vino Alan 3 voti su 4          | Diamond White 3 voti su 4   | Emblem3 Voto del pubblico | Fifth Harmony Voto pubblico | Carly Rose Sonenclar Voto del pubblico |                          |                          |                          |                          |                          |                          |                          |

## Dettaglio delle puntate

### Prima settimana
Data: Mercoledì 31 ottobre - Giovedì 1º novembre 2012

Tema: Canzoni di artisti americani
| Paige Thomas                        | 1  | What Is Love                                | Salva      |
| Arin Ray                            | 2  | You Keep Me Hangin' On                      | Ultimi due |
| David Correy                        | 3  | My Love Is Your Love                        | Ultimi due |
| Sister C                            | 4  | Hell on Heels                               | Ultimi due |
| Jennel Garcia                       | 5  | Home Sweet Home                             | Salva      |
| Diamond White                       | 6  | Hey, Soul Sister                            | Ultimi due |
| Vino Alan                           | 7  | Gotta Be Somebody                           | Salvo      |
| LYRIC 145                           | 8  | Boom! Shake the Room / Gangnam Style        | Salvi      |
| CeCe Frey                           | 9  | Because the Night                           | Ultimi due |
| Tate Stevens                        | 10 | Tough                                       | Salvo      |
| Beatrice Miller                     | 11 | I Won't Give Up                             | Salva      |
| Jason Brock                         | 12 | Dance Again                                 | Ultimi due |
| 1432                                | 13 | We Are Never Ever Getting Back Together     | Ultimi due |
| Willie Jones                        | 14 | Here for the Party                          | Ultimi due |
| Carly Rose Sonenclar                | 15 | Something's Got a Hold on Me / Good Feeling | Salva      |
| Emblem3                             | 16 | One Day                                     | Salvi      |
| Ballottaggio (cavallo di battaglia) |    |                                             |            |
| CeCe Frey                           | 1  | Out Here on My Own                          | Salva      |
| Willie Jones                        | 2  | You Don't Know Me                           | Eliminato  |
| David Correy                        | 3  | Since U Been Gone                           | Eliminato  |
| Jason Brock                         | 4  | One Moment in Time                          | Salvo      |
| Arin Ray                            | 5  | I Look to You                               | Salvo      |
| Diamond White                       | 6  | Sorry Seems to Be the Hardest Word          | Eliminata  |
| Sister C                            | 7  | When I Look at You                          | Eliminate  |
| 1432                                | 8  | Skyscraper                                  | Salve      |

Voto dei giudici per eliminare:
- Demi Lovato: Willie Jones, non ha motivato la scelta;
- L.A. Reid: David Correy, non ha motivato la scelta;
- Britney Spears: Diamond White, non ha motivato la scelta;
- Simon Cowell: Sister C, non ha motivato la scelta.

### Seconda settimana
Data: Mercoledì 7 - Giovedì 8 novembre 2012

Tema: Colonne sonore dei film

Ospiti: One Direction

Canzoni cantate dagli ospiti: Live While We're Young - Little Things
| Cantante                            | Ordine | Canzone                                               | Film                                       | Risultato  |
| ----------------------------------- | ------ | ----------------------------------------------------- | ------------------------------------------ | ---------- |
| Arin Ray                            | 1      | American Boy                                          | Obsessed                                   | Salvo      |
| Paige Thomas                        | 2      | Take My Breath Away                                   | Top Gun                                    | Salva      |
| Vino Alan                           | 3      | When a Man Loves a Woman                              | When a Man Loves a Woman                   | Salvo      |
| Emblem3                             | 4      | My Girl / California Gurls / What Makes You Beautiful | My Girl / Katy Perry: Part of Me           | Salvi      |
| Beatrice Miller                     | 5      | Iris                                                  | City of Angels                             | Salva      |
| Jennel Garcia                       | 6      | I Love Rock 'n' Roll                                  | Crossroads                                 | Salva      |
| Tate Stevens                        | 7      | Wanted Dead or Alive                                  | Harley Davidson & Marlboro Man             | Salvo      |
| LYRIC 145                           | 8      | Supercalifragilisticexpialidocious                    | Mary Poppins                               | Salvi      |
| Diamond White                       | 9      | I Have Nothing                                        | The Bodyguard                              | Salva      |
| CeCe Frey                           | 10     | Eye of the Tiger                                      | Rocky III                                  | Ultimi due |
| Carly Rose Sonenclar                | 11     | It Will Rain                                          | The Twilight Saga: Breaking Dawn - Parte 1 | Salva      |
| Jason Brock                         | 12     | I Believe I Can Fly                                   | Space Jam                                  | Ultimi due |
| Fifth Harmony                       | 13     | A Thousand Years                                      | The Twilight Saga: Breaking Dawn – Parte 1 | Salve      |
| Ballottaggio (cavallo di battaglia) |        |                                                       |                                            |            |
| CeCe Frey                           | 1      | You Haven't Seen the Last of Me                       | You Haven't Seen the Last of Me            | Salva      |
| Jason Brock                         | 2      | Total Eclipse of the Heart                            | Total Eclipse of the Heart                 | Eliminato  |

Voto dei giudici per eliminare:
- Demi Lovato: Jason Brock, per salvare la sua artista, CeCe Frey;
- L.A. Reid: CeCe Frey, per salvare il suo artista, James Brock;
- Britney Spears: CeCe Frey, non ha motivato la scelta;
- Simon Cowell: Jason Brock, non ha motivato la scelta.

### Terza settimana
Data: Mercoledì 14 - Giovedì 15 novembre 2012

Tema: Divas

Ospite: Taylor Swift

Canzone cantata dall'ospite: State of Grace
| Jennel Garcia                       | 1  | Proud Mary              | Ultimi tre |
| Tate Stevens                        | 2  | From This Moment On     | Salvo      |
| Diamond White                       | 3  | Halo                    | Salva      |
| Beatrice Miller                     | 4  | Time After Time         | Salva      |
| LYRIC 145                           | 5  | We Will Rock You / E.T. | Eliminati  |
| Arin Ray                            | 6  | Crazy for You           | Salvo      |
| Paige Thomas                        | 7  | Last Dance              | Ultimi tre |
| Fifth Harmony                       | 8  | Hero                    | Salve      |
| Carly Rose Sonenclar                | 9  | My Heart Will Go On     | Salva      |
| Vino Alan                           | 10 | Let's Stay Together     | Salvo      |
| Emblem3                             | 11 | No One                  | Salvi      |
| CeCe Frey                           | 12 | All by Myself           | Salva      |
| Ballottaggio (cavallo di battaglia) |    |                         |            |
| Jennel Garcia                       | 1  | The Reason              | Eliminata  |
| Paige Thomas                        | 2  | Paradise                | Salva      |

Voto dei giudici per eliminare:
- L.A. Reid: Jennel Garcia, non ha motivato la scelta;
- Britney Spears: Jennel Garcia, non ha motivato la scelta;
- Demi Lovato: Paige Thomas, nonostante abbia affermato che nessuna delle due meritasse il ballottaggio;
- Simon Cowell: Jennel Garcia, avendola colpito di meno durante il ballottaggio rispetto a Paige Thomas.

### Quarta settimana
Data: Mercoledì 21 - Giovedì 22 novembre 2012

Tema: Giorno del Ringraziamento

Ospite: Cher Lloyd

Canzone cantata dall'ospite: Oath (con Becky G)
| Tate Stevens                        | 1  | I'm Already There     | Salvo      |
| Diamond White                       | 2  | Because You Loved Me  | Salva      |
| Emblem3                             | 3  | Secrets               | Salvi      |
| Arin Ray                            | 4  | Hero                  | Eliminato  |
| CeCe Frey                           | 5  | Wind Beneath My Wings | Ultimi tre |
| Fifth Harmony                       | 6  | I'll Stand by You     | Salve      |
| Beatrice Miller                     | 7  | Chasing Cars          | Ultimi tre |
| Vino Alan                           | 8  | God Bless the USA     | Salvo      |
| Paige Thomas                        | 9  | Everytime             | Salva      |
| Carly Rose Sonenclar                | 10 | Over the Rainbow      | Salva      |
| Ballottaggio (cavallo di battaglia) |    |                       |            |
| CeCe Frey                           | 1  | Because of You        | Salva      |
| Beatrice Miller                     | 2  | White Flag            | Eliminata  |

Voto dei giudici per eliminare:
- Demi Lovato: Beatrice Miller, per salvare la sua artista, CeCe Frey;
- Britney Spears: CeCe Frey, per salvare la sua artista, Beatrice Miller;
- L.A. Reid: Beatrice Miller, non ha motivato la scelta;
- Simon Cowell: Beatrice Miller, affermando che questa competizione sia troppo per lei e che non sia il suo momento.

### Quinta settimana
Data: Mercoledì 28 - Giovedì 29 novembre 2012

Tema: Numeri uno

Ospiti: Josh Krajcik - Alicia Keys

Canzoni cantate dagli ospiti: One Thing She'll Never Know - Josh Krajcik / Girl on Fire - Alicia Keys
| Diamond White                       | 1 | I Wanna Dance with Somebody (Who Loves Me) | Ultimi tre |
| Vino Alan                           | 2 | You've Lost That Lovin' Feelin'            | Ultimi tre |
| Paige Thomas                        | 3 | Never Gonna Give You Up                    | Eliminata  |
| Fifth Harmony                       | 4 | Stronger (What Doesn't Kill You)           | Salve      |
| Carly Rose Sonenclar                | 5 | Rolling in the Deep                        | Salva      |
| Tate Stevens                        | 6 | Somebody Like You                          | Salvo      |
| CeCe Frey                           | 7 | Lady Marmalade                             | Salva      |
| Emblem3                             | 8 | I'm a Believer                             | Salvi      |
| Ballottaggio (cavallo di battaglia) |   |                                            |            |
| Diamond White                       | 1 | I Was Here                                 | Salva      |
| Vino Alan                           | 2 | Trouble                                    | Eliminato  |

Voto dei giudici per eliminare:
- L.A. Reid: Diamond White, per salvare il suo artista, Vino Alan;
- Britney Spears: Vino Alan, per salvare la sua artista, Diamond White;
- Demi Lovato: Vino Alan, non ha motivato la scelta;
- Simon Cowell: Vino Alan, non ha motivato la scelta.

### Sesta settimana
Data: Mercoledì 5 - Giovedì 6 dicembre 2012

Tema: Canzoni unplugged, Canzoni concorso Pepsi

Ospiti: Melanie Amaro - Kesha

Canzoni cantate dalle ospiti: Long Distance - Melanie Amaro / C'Mon - Kesha
| Cantante                            | Ordine | Prima canzone                  | Ordine                    | Seconda canzone           | Risultato  |
| ----------------------------------- | ------ | ------------------------------ | ------------------------- | ------------------------- | ---------- |
| CeCe Frey                           | 1      | The Edge of Glory              | 7                         | Part of Me                | Eliminata  |
| Emblem3                             | 2      | Just the Way You Are           | 8                         | Forever Young             | Salvi      |
| Carly Rose Sonenclar                | 3      | As Long as You Love Me         | 9                         | If I Were a Boy           | Salva      |
| Fifth Harmony                       | 4      | Set Fire to the Rain           | 10                        | Give Your Heart a Break   | Ultimi tre |
| Diamond White                       | 5      | It's a Man's Man's Man's World | 11                        | Diamonds                  | Ultimi tre |
| Tate Stevens                        | 6      | Livin' on a Prayer             | 12                        | If Tomorrow Never Comes   | Salvo      |
| Ballottaggio (cavallo di battaglia) |        |                                |                           |                           |            |
| Fifth Harmony                       | 1      | Anytime You Need a Friend      | Anytime You Need a Friend | Anytime You Need a Friend | Salve      |
| Diamond White                       | 2      | I Hope You Dance               | I Hope You Dance          | I Hope You Dance          | Eliminata  |

Voto dei giudici per eliminare:
- Simon Cowell: Diamond White, per salvare il suo gruppo, le Fifth Harmony;
- Britney Spears: Fifth Harmony, per salvare la sua artista, Diamond White;
- L.A. Reid: Diamond White, non ha motivato la scelta;
- Demi Lovato: Diamond White, non ha motivato la scelta.

### Settima settimana
Data: Mercoledì 12 - Giovedì 13 dicembre 2012

Tema: Canzone scelta dal concorrente

Ospiti: Bridgit Mendler - Bruno Mars

Canzoni cantate dagli ospiti: Ready or Not - Bridgit Mendler / Locked Out of Heaven - Bruno Mars
| Cantante             | Ordine | Prima canzone         | Ordine | Seconda canzone | Risultato |
| -------------------- | ------ | --------------------- | ------ | --------------- | --------- |
| Tate Stevens         | 1      | Bonfire               | 5      | Fall            | Salvo     |
| Carly Rose Sonenclar | 2      | Your Song             | 6      | Imagine         | Salva     |
| Emblem3              | 3      | Baby, I Love Your Way | 7      | Hey Jude        | Eliminati |
| Fifth Harmony        | 4      | Anything Could Happen | 8      | Impossible      | Salve     |

### Ottava settimana

#### Finale: Parte 1
Data: Mercoledì 19 dicembre 2012

Tema: Performance preferita, Duetto con celebrità, Canzone del vincitore

| Cantante             | Ordine | Prima canzone         | Ordine | Seconda canzone                           | Ordine | Terze canzone |
| -------------------- | ------ | --------------------- | ------ | ----------------------------------------- | ------ | ------------- |
| Carly Rose Sonenclar | 1      | Feeling Good          | 4      | How Do I Live (con LeAnn Rimes)           | 7      | Hallelujah    |
| Tate Stevens         | 2      | Anything Goes         | 5      | Pontoon (con Little Big Town)             | 8      | Tomorrow      |
| Fifth Harmony        | 3      | Anything Could Happen | 6      | Give Your Heart a Break (con Demi Lovato) | 9      | Let It Be     |

#### Finale: Parte 2
Data: Giovedì 20 dicembre 2012

Tema: Canzoni natalizie

Ospiti: Pitbull, One Direction

Canzoni cantate dagli ospiti: Don't Stop the Party / Feel This Moment - Pitbull / Kiss You - One Direction
| Cantante             | Ordine | Canzone                           | Risultato |
| -------------------- | ------ | --------------------------------- | --------- |
| Tate Stevens         | 1      | Please Come Home for Christmas    | Vincitore |
| Fifth Harmony        | 2      | Christmas (Baby Please Come Home) | Terze     |
| Carly Rose Sonenclar | 3      | All I Want for Christmas Is You   | Seconda   |